# Salpixantha
- Commons
- Wikispecies

Salpixantha Hook., 1845, segundo o Sistema APG II, é um gênero botânico da família Acanthaceae, encontrado na Jamaica

## Sinonímia
- Salpingantha Lem.
- Salpinxantha Urb.

## Espécies
As principais espécies são:
- Salpixantha coccinea
- Salpixantha purdieana